# Synagogue Bouchaïf

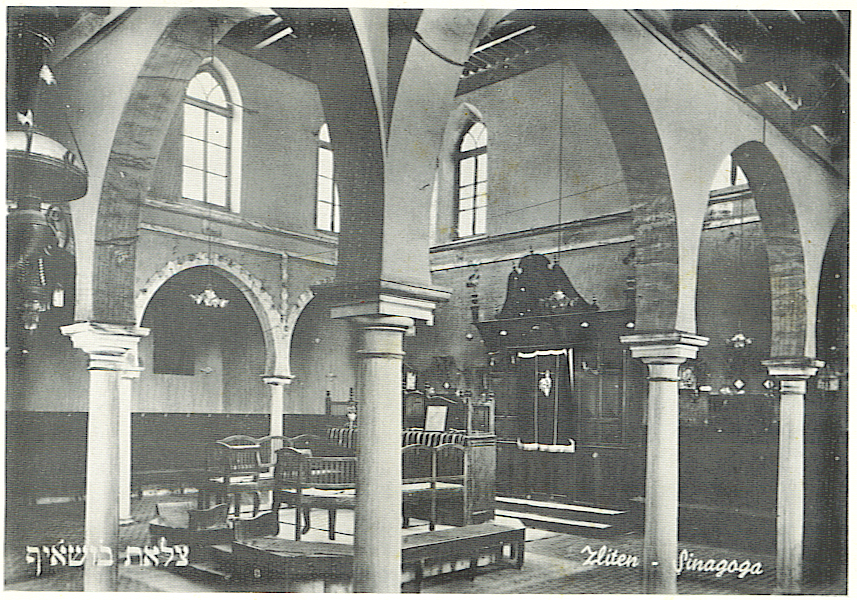
La synagogue de Zliten ici après sa reconstruction au XX

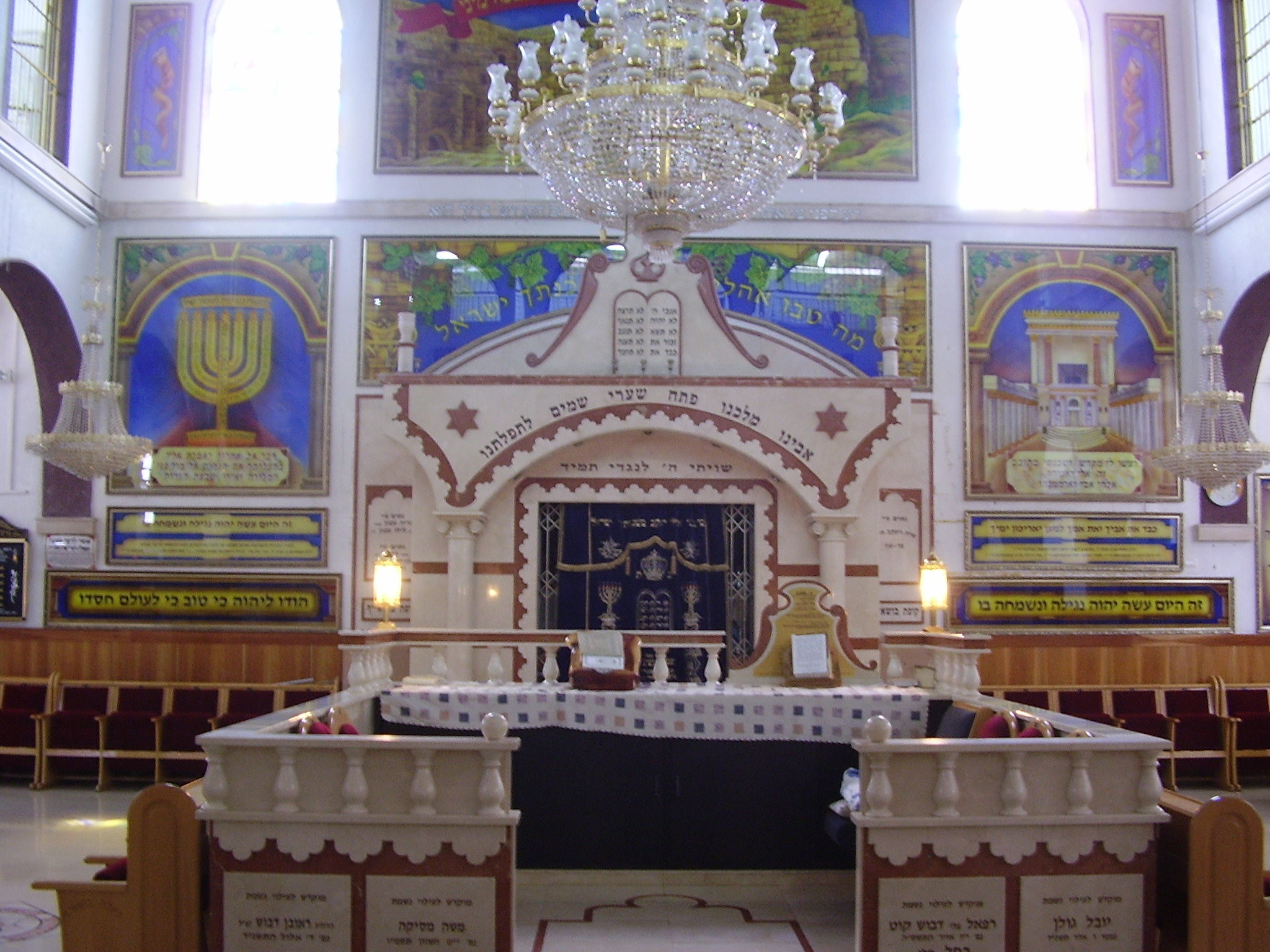
Intérieur de la synagogue Bouchaïf, à Zeitan en Israël.

La synagogue Bouchaïf (hébreu : בית הכנסת צלאת בן שאיף Beit haknesset Tzlat ben Shaïef ; arabe : كنيس صلاة ابن شيف) est un important lieu de culte de la communauté juive de Libye. Construite à Zliten en Tripolitaine il y a plus de 800 ans, selon la tradition juive locale, elle est reconstituée à Zetan en Israël après l'émigration des Juifs libyens dans ce pays dans les années 1949-1951.

## Histoire
Selon l'une des traditions des Juifs libyens, la fondation de la synagogue remonterait à 950 ans en arrière quand un dénommé Rabbi Sha’if et sa femme Souisa auraient bâti une pièce sur l'emplacement actuel de la synagogue. Selon une autre version, c'est une vieille femme, elle aussi dénommée Souisa qui aurait entrepris la construction de l'édifice pour fournir un lieu de prière aux Juifs. Durant la période de domination ottomane, l'édifice est élargi et devient un lieu de pèlerinage et d'étude du Zohar. La synagogue est incendiée en 1868 par des musulmans mécontents de sa renommée grandissante et reconstruite en 1870 par le pacha de Tripoli sur ordre du sultan ottoman. Un autre incendie, cette fois-ci accidentel la détruit une seconde fois en 1912, alors que la Tripolitaine est depuis peu sous domination italienne. Elle est reconstruite peu de temps après. Une synagogue de Benghazi est édifiée sur le même modèle.
Après le départ massif des Juifs de Libye entre 1949 et 1951, les migrants libyens édifient une réplique de cette synagogue à Zetan, non loin de Lod, un moshav qu'ils ont fondé.
Les derniers Juifs libyens quittent le pays en 1967. La synagogue originale reste intacte jusque dans les années 1980, peut être en raison du caractère sacré qu'elle a acquis auprès des musulmans locaux. Puis, le colonel Khadafi chef d'état de la Libye décide, dans le cadre d'un programme de modernisation, et afin de supprimer tout témoignage de la présence juive en Libye, de faire raser l'édifice et de faire construire sur place des blocs d'appartements
La destruction de l'édifice est fermement condamné par l' UNESCO en 1985. 

## Référence
- (en) From Zliten to Zetan: The Journey of a Libyan Jewish Community and a Tale of Lag B’Omer